# Hera Pheri
Hera Pheri (hindi हेरा फेरी, urdu ہیرا پھیری) – indyjska komedia wyreżyserowana przez Priyadarshana, autora Hungama, Hulchul, Kyon Ki i Chup Chup Ke. W rolach głównych Akshay Kumar, Paresh Rawal, Sunil Shetty i Tabu.
W 2006 powstała też druga część – Phir Hera Pheri. Film to drugi remake hitu w języku malajalam 'Ramji Rao Speaking' (1989) wyreżyserowanego przez duet Lal-Siddique. Pierwszy remake był zrealizowany przez Fazila w języku tamilskim pt. 'Arangetra Velai' (1990).

## Fabuła
Shyam (Sunil Shetty) i Raju (Akshay Kumar) spotykają się w  okolicznościach niesprzyjających przyjaźni. Jeden w drugim widzi złodzieja. Niesłusznie. Wrogość między nimi wzrasta, gdy okazuje się, że mają dzielić pokój wynajmowany u Barburao (Paresh Rawal). Gospodarz okazuje im wiele serca. Współczuje parze zagubionych, bezrobotnych mężczyzn. Wkrótce szarpaną przez wierzycieli trójkę zaczyna łączyć przyjaźń. Zdesperowani z powodu ciągłej niemożności znalezienia pracy, spłaty wierzycieli, zabrania matki Raju z domu starców przyjaciele decydują się szybko zarobić duże pieniądze na cudzej krzywdzie. Ryzykują pośrednictwo w uzyskaniu okupu za porwaną dziewczynkę.

## Obsada
- Akshay Kumar – Raju
- Sunil Shetty – Ghanshyam (Shyam)
- Paresh Rawal – Baburao Ganpatrao Apte
- Tabu – Anuradha Shivshankar Panikar
- Gulshan Grover – Kabira
- Kulbhushan Kharbanda – Devi Prasad
- Om Puri – Kharak Singh
- Namrata Shirodkar – p. Chinga (gościnnie)
- Razak Khan
- Dinesh Hingoo – Chaman Jhinga

## Nagrody
- Paresh Rawal – Nagroda Filmfare dla Najlepszego Aktora Komediowego
- Paresh Rawal – Nagroda IIFA dla Najlepszego Aktora Komediowego
- Paresh Rawal – Nagroda Star Screen dla Najlepszego Aktora Komediowego